# FV107 Scimitar
FV107 «Скимитар» (англ. Scimitar) — разведывательная машина семейства CVR(T) на базе FV101 Scorpion, отличается от FV101 Скорпион комплексом вооружения: установлена 30-мм автоматическая пушка L21A1 RARDEN. Разработан Alvis Car and Engineering Company в Ковентри.

## Разработка
Первоначально использовался 6-цилиндровый двигатель Jaguar J60 на 4,2 литра. На сегодня в британских машинах он заменён на Cummins BTA 5.9 в рамках программы модернизации. В рамках этой программы был продлён срок службы.

## Scimitar Mk II
В декабре 2009 года был заключён контракт на модернизацию Скимитэров. Это было сделано командой специалистов из BAE Systems. Всего было модернизировано 50 автомобилей к началу 2012 года.
В процессе модернизации машины были оборудованы:
- Улучшенной противоминной защитой.
- Улучшенным бронированием.
- Дополнительная защита от мин в сиденьях экипажа.
- Дизельным двигателем Cummins BTA на 5,9 литров и автоматической коробкой передач.

Кроме того были оптимизированы пространство и условия экипажа, сокращены затраты на техническое обслуживание и продлён срок эксплуатации машин.
В результате установки более экономичного двигателя и системы кондиционирования был расширен рабочий диапазон танка, а рабочий вес повышен до 12 тонн. Кроме того BAE Systems установили новые катки, снизив вибрацию и шумы.

## Боевое применение
- Фолклендская война: 4 Scimitar Полка королевских и синих принимали участие в бою за высоты вокруг Стэнли.
- Война в Персидском заливе: использовались 1-й танковой дивизией Великобритании.
- Миссия НАТО в Боснии и Герцеговине: использовались контингентом Великобритании.
- Война в Афганистане (2001—2021): использовались контингентом Великобритании.
- Конфликт в Магрибе: применялись ВС Нигерии во время борьбы с исламистами.
- Вторжение в Йемен: ограниченно применялись ВС Иордании для охраны границы.
- Вторжение России на Украину (2022): 23 единицы переданы Украине из запасов ВС Великобритании.

## На вооружении

### Текущие операторы
- Латвия — 170 различных машин CVRT, включая FV107 Scimitar, по состоянию на 2024 год[5]. В 2014 году закуплено 123 единицы у Великобритании и ещё 82 в 2021-2022 годах.
- Иордания — изначально закуплено у Великобритании 75 единиц, в 2004-2006 докуплено ещё 100 у Великобритании и Бельгии.
- Нигерия — в 2006 году у Великобритании выкуплено 5 единиц. Все оборудованы тепловизорами ESPIRE. В 2017 году у Иордании приобретено ещё неизвестное количество в рамках пакета из 200 различных бронемашин.
- Украина — в 2023 году 23 единицы доставлены в Украину из Великобритании[6]

### Бывшие операторы
- Бельгия — 153 единицы, списаны в 2004 году.[7]
- Великобритания — 325 FV107 изначально, списаны в апреле 2023.